# Balserische Stiftung
Die im Jahr 1862 gegründete Balserische Stiftung ist eine gemeinnützige Stiftung mit Sitz in Gießen.

## Geschichte
Emilie Wilhelmine Gräfin von Görlitz, deren Ehe mit Friedrich Wilhelm Graf von Görlitz kinderlos blieb, hatte in ihrem Testament 1846 verfügt, dass ihr ganzes Kapitalvermögen in eine Stiftung zur Errichtung eines Krankenhauses in der Universitätsstadt Gießen eingebracht werden sollte. Dieses Hospital sollte zum ehrenden Andenken an den Geheimen Medizinalrat Wilhelm Balser den Namen „Balserische Stiftung“ führen und bestimmt sein „zur Aufnahme solcher Unvermögender beiderlei Geschlechts, ohne Rücksicht auf ihren religiösen Glauben und ihr Vaterland, welche an Augenkrankheiten oder Krebs oder Knochenfraß leiden“. Emilie Gräfin von Görlitz starb am 13. Juni 1847 mit 45 Jahren unter tragischen Umständen: Sie wurde aus Habgier von ihrem Kammerdiener ermordet, der anschließend ihre Selbstverbrennung im Kamin vortäuschte.
Nach dem Tode ihres Mannes wurde 1862 die Stiftung durch Auszahlung des Stiftungsvermögens gegründet. Erster Vorstand wurde Alexander Winther, Schwiegersohn von Balser. 1869 fand die Grundsteinlegung für den Bau des Krankenhauses Balserische Stiftung in der Wilhelmstraße 14 statt. Am 5. Januar 1874 wurde das Krankenhaus schließlich mit zunächst 6 Betten eröffnet. 1895 wurde die Kapazität auf 30 Betten erweitert. 1932 wurde Erwin Schliephake zum Arzt und ärztlichen Vorstand der Stiftung berufen. Er prägte die Entwicklung der Stiftung im letzten Jahrhundert wesentlich.
2012 wurde der Krankenhausbetrieb mit dem benachbarten St. Josefs-Krankenhaus Gießen im Rahmen einer Fusion zusammengeschlossen. Die Balserische Stiftung ist seit diesem Zeitpunkt Mitgesellschafterin des „St. Josefs Krankenhaus Balserische Stiftung“.
Neben dem Krankenhausbetrieb fördert die Stiftung den medizinischen Nachwuchs, indem sie Stipendien an angehende Mediziner für die praktische Ausbildung vergibt.

## Vorstand
Der ehrenamtlich tätige Vorstand besteht aus:
- Fritz Lampert – Ärztlicher Vorstand
- Michael Tuna – Administrator